# 左心室血栓
左心室血栓乃指左心室出現血块（ 血栓） ，是急性心肌梗塞的常见并发症，   血塊常見於心室壁上，  其所造成的主要风险是发生心脏栓塞  ，也就是血栓从心室壁脱离，經過血流循環阻塞血管，其所造成的最大影響是傷害心脏或大脑（ 中风 ）。  

## 病理生理学
左心室血栓最常發生於急性心肌梗塞後兩周。  有菲爾紹氏三要素的急性心肌梗塞病人的風險最高：  

### 血液停滞
梗塞越大，發生左心室血栓的風險越高。 梗塞越大表示組織受損範圍越大，導致心室壁不動或是活動不良，导致心室血液停滞。 

### 内皮损伤
单核细胞和巨噬细胞在心肌梗塞后的恢復中有重要作用。 没有单核细胞和巨噬细胞，則左心室血栓的机会非常高。 由於无法从梗塞清除细胞碎片，使得左心室的內皮受損，而使受损的组织暴露于血液， 結果產生由纤維蛋白、红血球和血小板组成的血栓。 

### 高凝血狀態
急性心肌梗塞後的幾天中，参与凝血的組織因子和D-二聚體（D-dimer）水平很高，增加了血栓形成的風險。  不過在心臟組織嚴重受損時，左心室血栓卻反而有益，因為血栓可能加厚了心室壁，保護其免於破裂。 

## 診斷
心臟超音波是主要诊断工具，可在左心室發現血塊。電腦斷層和核磁共振成像雖然也可發現，但考慮到成本與風險，比較少用來診斷左心室血栓。 經由心臟超音波還可評估血栓離開心臟導致栓塞的可能；如果血栓看來可動且突出，其移位導致栓塞的風險較高。  

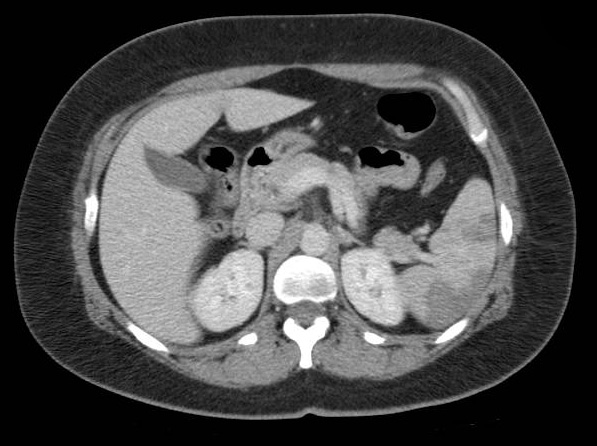
左心室血栓
- 左心室血栓[9]
- 左心室血栓[9]
- 左心室血栓導致脾臟栓塞[9]

## 预防
急性心肌梗塞後的病人應接受預防性治療以避免形成左心室血栓，對於可能發生血栓栓塞的病人，建議使用阿斯匹靈林加口服抗凝剂 （如华法林） 。  如果已經形成血栓，抗凝劑也可降低發生栓塞的風險  。肝素是一種注射用的快速抗凝劑，在高劑量時可有效預防急性心肌梗塞後發生左心室血栓。 

## 治疗
全身性抗凝劑是左心室血栓的第一線治療，可以降低全身性栓塞的風險。  也可以手術去除血栓。 

## 流行病学
由于治療方面以及经皮冠状动脉介入治疗心肌梗塞的進步，急性心肌梗塞後發生左心室血栓的機率越來越低。      經皮冠狀動脈介入治療ST段升高的心肌梗塞後，左心室血栓發生率估計為2.7％。  不過前壁心肌梗塞的病人，左心室血栓發生率較高。 